# جون كوك (سياسي)
جون كوك (بالإنجليزية: John Cook) هو سياسي أمريكي، ولد في 27 فبراير 1946 في بروكلين في الولايات المتحدة. حزبياً، نشط في الحزب الديمقراطي. وقد انتخب عمدة إل باسو، تكساس (13 يونيو 2005 – 24 يونيو 2013).